# Koncert za orkester (Bartok)
Bela Bartok: Koncert za orkester (1942 – 1943, revidiran leta 1945)

## Stavki
1. Introduzione (Andante non troppo – Allegro vivace)
2. Giuoco delle coppie (Allegretto scherzando)
3. Elegia (Andane, non troppo)
4. Intermezzo interrotto (Allegretto)
5. Finale (Pesante – Presto)

## Okoliščine
Užaloščen nad popolno predajo svoje domovine nacistični Nemčiji, je skladatelj leta 1940 emigriral v ZDA, tam pa se ni najbolje znašel. Kazalo je, da je njegova kariera muzikologa, koncertnega pianista in skladatelja končana. Njegovi klavirski recitali so naleteli na sovražne kritike in javno nezanimanje, nekaj časa je na kolumbijski univerzi urejal posnetke indijanske ljudske glasbe, potem pa ga tudi tam niso več potrebovali. V naslednjih letih ni napisal ničesar. Zašel je v bedo, miloščine pa ni hotel sprejemati. Počutil se je kot izgnanec in si je obupno želel vrnitve v domovino. Povrhu tega ga je začelo izdajati tudi zdravje. Prijatelja, slavni violinist Josef Szigeti in dirigent Fritz Reiner, sta mu priskočila na pomoč in mu priskrbela naročilo Bostonskega simfoničnega orkestra za novo delo. Tako je nastal znameniti Koncert za orkester. Bostonski simfoniki so ga prvič izvedli 1. decembra 1944 pod vodstvom dirigenta Sergeja Koussevitzkega. Uspeh je bil velik. Prej pozabljeni skladatelj in njegova dela so znova pritegnili pozornost. Prišlo je več novih naročil in Bartok je spet pisal glasbo. A njegovo zdravje je dokončno opešalo in septembra 1945 je v New Yorku umrl za levkemijo. Koncert za orkester je njegova glasbena oporoka. V njem se bleščeče združujejo ideje, ki jih je razvijal vse življenje in vplivi, ki jim je bil podvržen, od Bachovega do Debussyjevega in Schoenbergovega, vse pa prevevata prvinska sila ljudske glasbe in moč njegove osebnosti.
Bartok je v Koncertu za orkester dosledno uporabil načelo concerta grossa: posamezne orkestrske skupine nastopajo kot solisti v odnosu do celotnega ansambla. Prvi, tretji in peti stavek so obdelave preprostih, a učinkovitih melodij, drugi in četrti stavek pa delujeta kot medigri. V četrtem stavku se Bartok ponorčuje iz Šostakovičeve Leningrajske simfonije, ki se mu je zdela pompozna in banalna. Vendar tudi na tem mestu banalno koračnico, izpeljano iz ene od Šostakovičevih tem, nemudoma prekrije prelepa madžarska ljudska melodija. 
Koncert za orkester je tudi simbol vedno večjega prepada med sodobno in tradicionalno resno glasbo. Delo je staro več kot 60 let, vendar je ena od zadnjih modernističnih skladb, ki se ji je uspelo prebiti v železni repertoar svetovnih orkestrov.